# Charlottenberg, Sigtuna kommun
Charlottenberg är en småort i Odensala socken i Sigtuna kommun i Stockholms län, belägen nordöst om Sigtuna.